# ديمن وير
 ديمن وير  هي شركة لتطوير البرمجيات وإحدى الشركات التابعة ل أكتيفيجن بليزارد. تأسست في عام 2003 من قبل ديلان كولينز وشون بلانشفيلد
تم شراؤها في أيار / مايو 2007 من قبل أكتيفيجن والصفقة تضمنت أيضا توقيع إدارة وموظفين ديمن وير عقود طويلة الأجل مع أكتيفيجن. الشركة ستواصل عملها من مقرها في دبلن، كما أن لها مكاتب في أمريكا الشمالية في فانكوفر ,كندا.
- أعلنت شركة ديمن وير أنها لن ترخص برامجها للشركات خارج أكتيفيجن بليزارد وفروعها (شركات الطرف الثالث).[3]
- صرّح المدير التنفيذي ل أكتيفيجن مايك غريفيث (Mike Griffith) في بيان على هذه الصفقة :

- منتجات ديمن وير تمّكن المطورين والمصممين لناشري الألعاب بالاستعانة بمصادر خارجية لمتطلبات التواصل والشبكات (outsource networking requirements)، مما يتيح لهم التركيز على الألعاب من الناحية الفنية والتصميمية (Playability).
- اثنين من المنتجات الرئيسية التي أنتجتها ديمن وير هي ديمن وير ستيت إنجين(DemonWare State Engine) وماتش مايكنج بلس (Matchmaking+)ستيت إنجين هو محرك عالي الأداء يزامن إطار برمجة سي بلس بلس (synchronization C++ programming framework) الذي يلغي الحاجة إلى إعادة اختراع نيتكود (netcode) الخاص باللعب الجماعي. أما ماتش مايكنج بلس يقديم الخدمات للعب الجماعي مثل إقامة المباريات، والحسابات الشخصية ودليل الإحصاءات الألعاب.[4]
- وفقا لعام 2009 ديمن وير لديها مكاتب في كل من دبلن، أيرلندا وفانكوفر، كندا.[3]

## وصلات خارجية
- الموقع الرسمي ل ديمن وير
- الموقع الرسمي ل أكتيفيجن
- الموقع الرلسمي ل أكتيفيجن بليزارد
- قائمة بالألعاب التي تعمل على محركات ووساطة ديمن وير